# Caloplaca

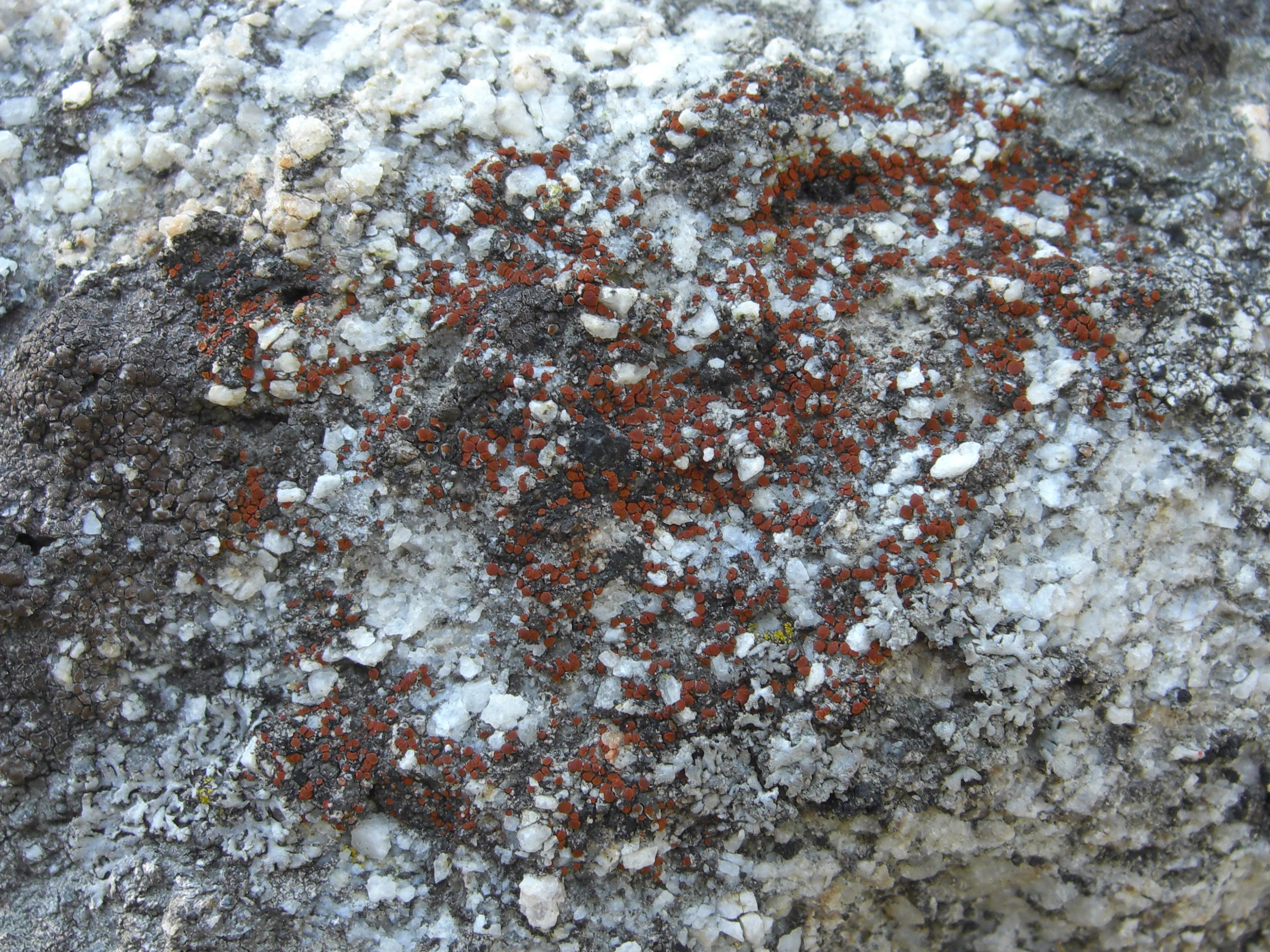
Jaskrawiec polny

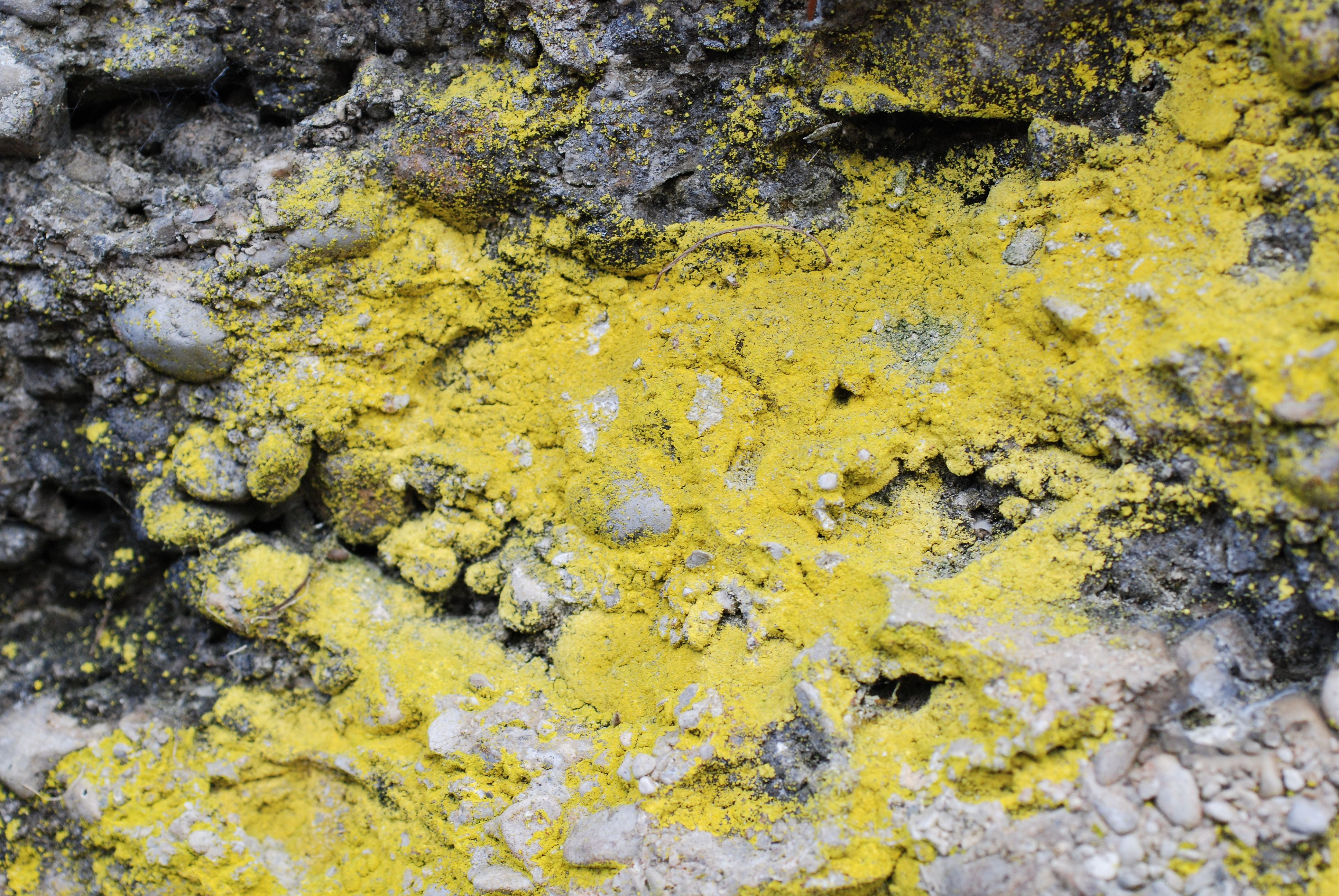
Jaskrawiec rozproszony

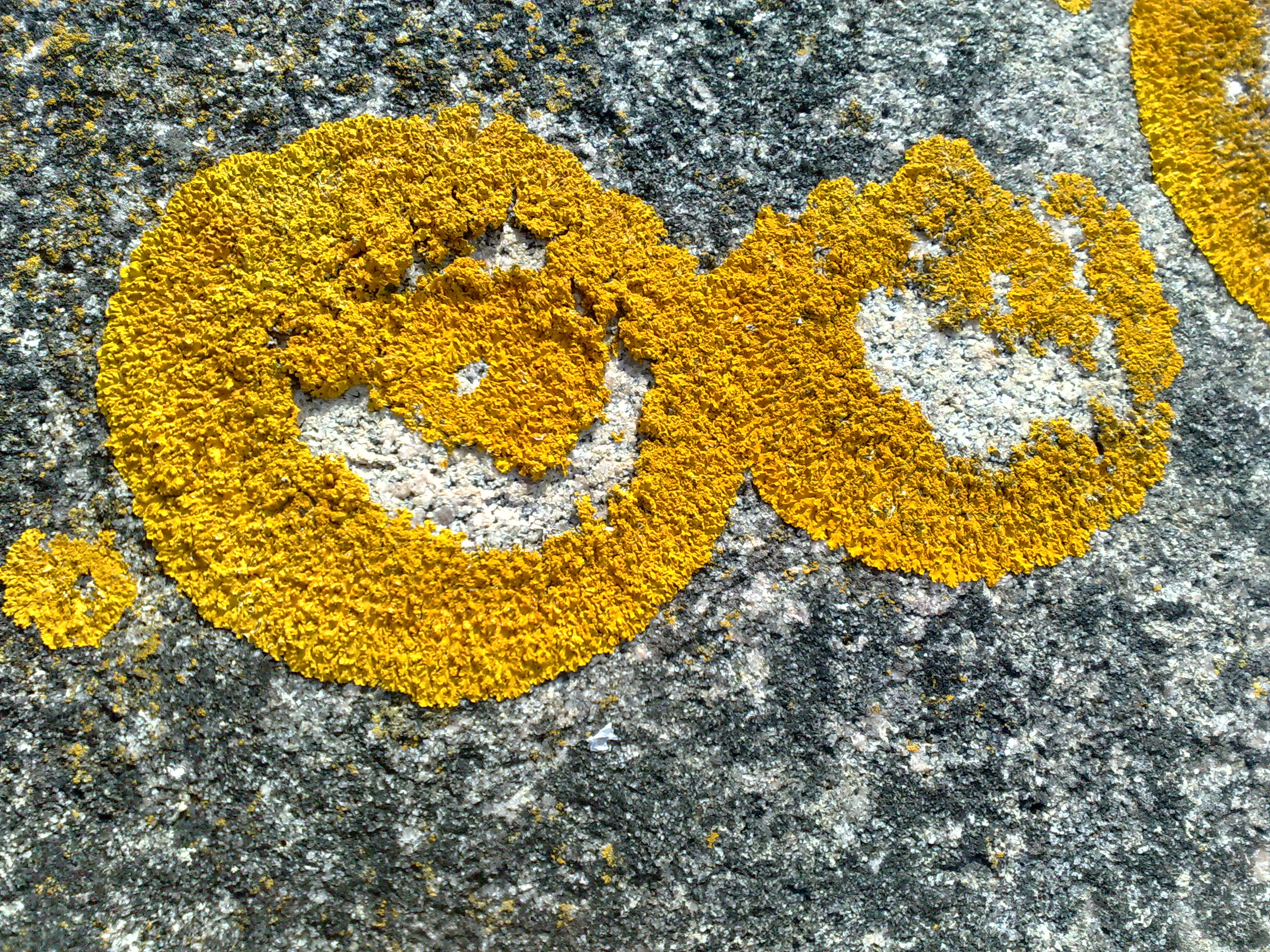
Jaskrawiec morski

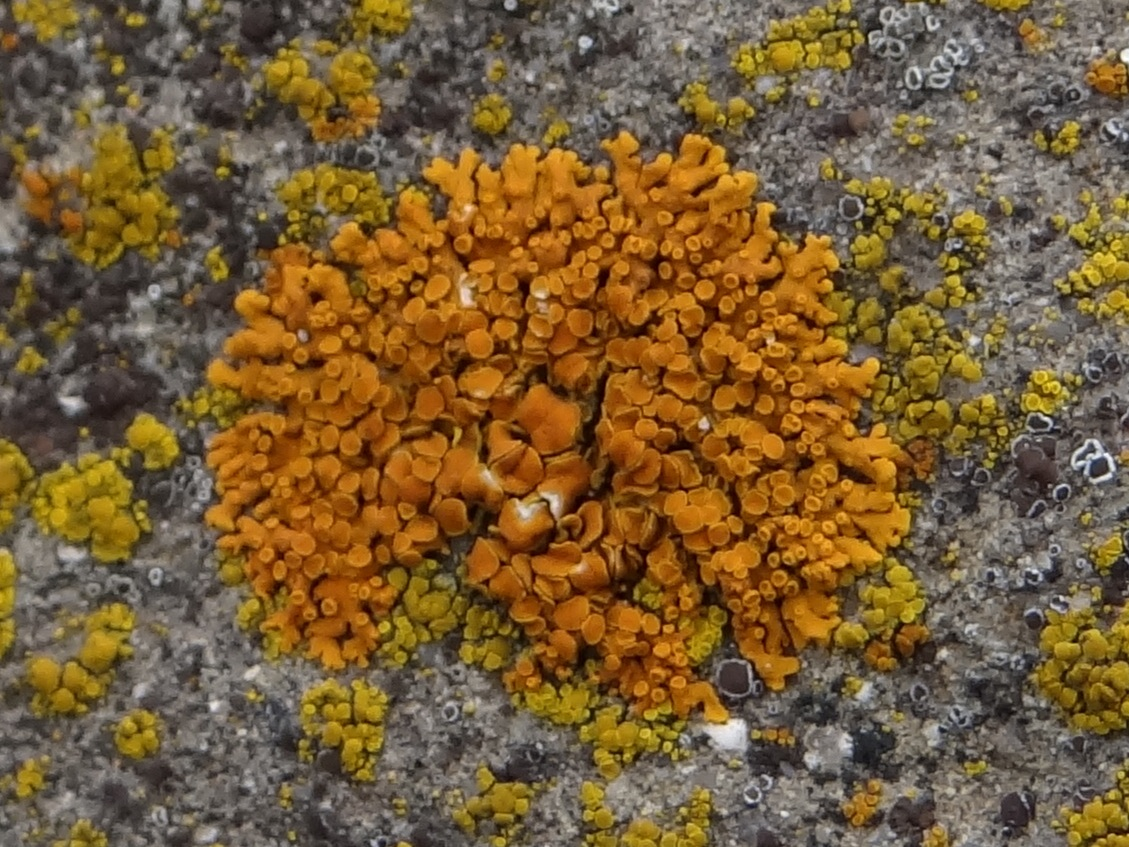
Jaskrawiec murowy

Caloplaca Th. Fr.  (jaskrawiec) – rodzaj grzybów z rodziny złotorostowatych (Teloschistaceae). Ze względu na symbiozę z glonami zaliczany jest do grupy porostów.

## Systematyka i nazewnictwo
Pozycja w klasyfikacji według Index Fungorum: Teloschistaceae, Teloschistales, Lecanoromycetidae, Lecanoromycetes, Pezizomycotina, Ascomycota, Fungi.
Synonimy nazwy naukowej: Aglaopisma De Not. ex Bagl., 
Amphiloma Körb., 
Apatoplaca Poelt & Hafellner, 
Blastenia A. Massal., 
Callopisma De Not., 
Callopisma sect. Triophthalmidium Müll. Arg., 
Caloplacomyces E.A. Thomas, 
Candelariopsis (Sambo) Szatala, 
Chrysomma Acloque, 
Follmannia C.W. Dodge, 
Gasparrinia Tornab., 
Huea C.W. Dodge & G.E. Baker, 
Kuettlingeria Trevis., 
Lecanora subgen. Leproplaca Nyl., 
Leproplaca (Nyl.) Nyl., in Hue, 
Lethariopsis Zahlbr., 
Lindauopsis Zahlbr., 
Meroplacis Clem., 
Niopsora A. Massal., 
Niospora Kremp., 
Patellaria Pers., 
Placodium (Ach.) DC., 
Placodium sect. Thamnonoma Tuck., 
Polycauliona Hue, 
Pyrenodesmia A. Massal., 
Thamnonoma (Tuck.) Gyeln., 
Triophthalmidium (Müll. Arg.) Gyeln., 
Xanthocarpia A. Massal. & De Not..
Nazwa polska według Krytycznej listy porostów i grzybów naporostowych Polski. 

## Gatunki występujące w Polsce
- Caloplaca alociza (A. Massal.) Mig. 1925 – jaskrawiec bielejący
- Caloplaca ammiospila (Ach.) H. Olivier 1909 – jaskrawiec cynamonowy
- Caloplaca aractina (Fr.) Häyrén 1914  – jaskrawiec zaniedbany
- Caloplaca arenaria (Pers.) Müll. Arg. 1986 – jaskrawiec polny
- Caloplaca arnoldii (Wedd.) Zahlbr. ex Ginzb. 1915 – jaskrawiec Arnolda
- Caloplaca asserigena (J. Lahm) Della Torre & Sarnth. 1902 – jaskrawiec szary
- Caloplaca atroflava (Turner) Mong. 1914 – jaskrawiec czarnożółty
- Caloplaca aurantia (Pers.) Hellb. 1890 – jaskrawiec okazały
- Caloplaca aurea (Schaer.) Zahlbr. 1890 – jaskrawiec złoty
- Caloplaca biatorina (A. Massal.) J. Steiner 1910[4] – jaskrawiec wyprószkowy
- Caloplaca cerina (Hedw.) Th. Fr. 1861  – jaskrawiec woskowoszary
- Caloplaca cerinella (Nyl.) Flagey 1896 – jaskrawiec woskowaty
- Caloplaca chalybaea (Fr.) Müll. Arg. 1862 – jaskrawiec popielaty
- Caloplaca chlorina (Flot.) Sandst. 1912 – jaskrawiec ciemny
- Caloplaca cirrochroa (Ach.) Th. Fr. 1871 – jaskrawiec pierścieniowaty
- Caloplaca citrina (Hoffm.) Th. Fr. 1861 – jaskrawiec cytrynowy
- Caloplaca coccinea (Müll. Arg.) Poelt 1975[4] – jaskrawiec skryty
- Caloplaca conversa (Kremp.) Jatta 1900 – jaskrawiec zwieńczony
- Caloplaca coronata (Kremp. ex Körb.) J. Steiner 1919 – jaskrawiec zwieńczony
- Caloplaca crenularia (With.) J.R. Laundon 1984 – jaskrawiec karbowany
- Caloplaca crenulatella (Nyl.) H. Olivier 1909 – jaskrawiec drobniutki
- Caloplaca dalmatica (A. Massal.) H. Olivier 1909 – jaskrawiec błoniasty
- Caloplaca decipiens (Arnold) Blomb. & Forssell 1931 – jaskrawiec zwodniczy
- Caloplaca ferruginea (Huds.) Th. Fr. 1861 – jaskrawiec rdzawy
- Caloplaca flavescens (Huds.) J.R. Laundon 1984 – jaskrawiec żółciejący
- Caloplaca flavocitrina (Nyl.) H. Olivier 1909 – jaskrawiec żółtocytrynowy
- Caloplaca flavorubescens (Huds.) J.R. Laundon 1976 – jaskrawiec pomarańczowy
- Caloplaca flavovirescens (Wulfen) Dalla Torre & Sarnth. 1902 – jaskrawiec żółtozielonawy
- Caloplaca herbidella (Arnold) H. Magn. 1932 – jaskrawiec trocinowaty
- Caloplaca holocarpa (Hoffm.) A.E. Wade 1965 – jaskrawiec obojętny
- Caloplaca lactea (A. Massal.) Zahlbr. 1901 – jaskrawiec mleczny
- Caloplaca livida (Hepp) Jatta 1900[4] – jaskrawiec wymokły
- Caloplaca lobulata (Flörke) Hellb. 1896 – jaskrawiec łatkowaty
- Caloplaca lucifuga G. Thor 1988 – jaskrawiec złotawy
- Caloplaca luteoalba (Turner) Th. Fr. 1861 – jaskrawiec żółtobiaławy
- Caloplaca magni-filii Poelt 1958[4] – jaskrawiec krążniczkowy
- Caloplaca marina Wedd. 1873 – jaskrawiec morski
- Caloplaca neglecta (Körb.) Lettau 1912[4] – jaskrawiec czarniawy
- Caloplaca nivalis (Körb.) Th. Fr. 1871 – jaskrawiec śnieżny
- Caloplaca nubigena (Kremp.) Dalla Torre & Sarnth. 1902 – jaskrawiec plamisty
- Caloplaca obscurella (J. Lahm) Th. Fr. 1871 – jaskrawiec misecznicowaty
- Caloplaca ochracea (Schaer.) Flagey 1886 – jaskrawiec ochrowy
- Caloplaca proteus Poelt 1953[4] – jaskrawiec cynobrowy
- Caloplaca rubelliana (Ach.) Lojka 1876[4] – jaskrawiec czerwonawy
- Caloplaca saxicola (Hoffm.) Nordin 1972 – jaskrawiec murowy
- Caloplaca schoeferi Poelt 1955[4] – jaskrawiec Schoefera
- Caloplaca sinapisperma (DC.) Maheu & A. Gillet 1914[4] – jaskrawiec białorudy
- Caloplaca subochracea (Wedd.) Werner 1955[4] – jaskrawiec rudziejący
- Caloplaca teicholyta (Ach.) J. Steiner 1895 – jaskrawiec siwy
- Caloplaca tiroliensis Zahlbr. 1903[4] – jaskrawiec tyrolski
- Caloplaca variabilis (Pers.) Müll. Arg. 1862 – jaskrawiec czarnomiseczkowy
- Caloplaca virescens (Sm.) Coppins 1980 – jaskrawiec niepewny
- Caloplaca vitellinula (Nyl.) H. Olivier 1897 – jaskrawiec żółtawy
- Caloplaca xanthostigmoidea (Räsänen) Zahlbr. 1940[4] – jaskrawiec punkcikowy
- Caloplaca xerica Poelt & Vězda 1975[4] – jaskrawiec opalony

Nazwy naukowe na podstawie Index Fungorum. Nazwy polskie według Fałtynowicza.